# Japonia na Zimowych Igrzyskach Olimpijskich 1984
Japonię na Zimowych Igrzyskach Olimpijskich 1984 reprezentowało 39 zawodników: 32 mężczyzn i siedem kobiet. Był to dwunasty start reprezentacji Japonii na zimowych igrzyskach olimpijskich.

## Zdobyte medale
| Medal  | Zawodnik           | Dyscyplina          | Konkurencja            | Rezultat |
| ------ | ------------------ | ------------------- | ---------------------- | -------- |
| Srebro | Yoshihiro Kitazawa | Łyżwiarstwo szybkie | Bieg na 500 m mężczyzn | 38,30 s  |

## Skład kadry

### Biathlon
Mężczyźni
| Zawodnik                                                        | Konkurencja         | czas biegu | Kary | Łączny czas | Pozycja |
| --------------------------------------------------------------- | ------------------- | ---------- | ---- | ----------- | ------- |
| Yoshinobu Murase                                                | Bieg na 20 km       | 1:17:39,1  | 6:00 | 1:23:39,1   | 38.     |
| Shoichi Kinoshita                                               | Bieg na 20 km       | 1:16:49,8  | 7:00 | 1:23:49,8   | 39.     |
| Isao Yamase                                                     | Bieg na 20 km       | 1:18:09,6  | 7:00 | 1:25:09,6   | 42.     |
| Shoichi Kinoshita                                               | Bieg na 10 km       | 34:12,2    | 1    | 34:12,2     | 30.     |
| Yoshinobu Murase                                                | Bieg na 10 km       | 35:35,9    | 3    | 35:35,9     | 43.     |
| Isao Yamase                                                     | Bieg na 10 km       | 35:57,0    | 4    | 35:57,0     | 47.     |
| Isao Yamase Shoichi Kinoshita Yoshinobu Murase Hiroyuki Deguchi | Sztafeta 4 × 7,5 km | 1:51:43,1  | 1    | 1:51:43,1   | 15.     |

### Biegi narciarskie
Mężczyźni
| Zawodnik                                                   | Konkurencja        | czas               | Pozycja            |
| ---------------------------------------------------------- | ------------------ | ------------------ | ------------------ |
| Hideaki Yamada                                             | Bieg na 15 km      | 45:42,3            | 43.                |
| Kazunari Sasaki                                            | Bieg na 15 km      | 46:04,8            | 47.                |
| Satoshi Sato                                               | Bieg na 15 km      | 46:25,5            | 50.                |
| Yusei Nakazawa                                             | Bieg na 15 km      | 46:38,6            | 56.                |
| Satoshi Sato                                               | Bieg na 50 km      | 2:39:43,1          | 47.                |
| Kazunari Sasaki                                            | Bieg na 50 km      | Nie ukończył biegu | Nie ukończył biegu |
| Kazunari Sasaki Hideaki Yamada Satoshi Sato Yusei Nakazawa | Sztafeta 4 × 10 km | 2:06:42,50         | 13.                |

### Bobsleje
Mężczyźni
| Osada  | Zawodnik                                                | Konkurencja | Ślizg 1 | Ślizg 2 | Ślizg 3 | Ślizg 4 | Łącznie | Pozycja |
| ------ | ------------------------------------------------------- | ----------- | ------- | ------- | ------- | ------- | ------- | ------- |
| JPN-I  | Hiroshi Okachi Yuji Yaku                                | Dwójki      | 53,29   | 53,37   | 53,15   | 53,15   | 3:32,96 | 20.     |
| JPN-II | Yuji Funayama Satoshi Sugawara                          | Dwójki      | 54,52   | 54,23   | 53,50   | 53,88   | 3:36,13 | 27.     |
| JPN-I  | Hiroshi Okachi Yuji Yaku Yuji Funayama Satoshi Sugawara | Czwórki     | 51,97   | 52,01   | 52,40   | 52,37   | 3:28,75 | 24.     |

### Kombinacja norweska
Mężczyźni
| Zawodnik          | Konkurencja   | Bieg narciarski | Bieg narciarski | Bieg narciarski | Skoki narciarskie | Skoki narciarskie | Skoki narciarskie | Skoki narciarskie | Skoki narciarskie | Skoki narciarskie | Skoki narciarskie | Skoki narciarskie | Łącznie | Pozycja |
| Zawodnik          | Konkurencja   | Czas biegu      | Pozycja         | Punkty          | Skok 1            | Nota              | Skok 2            | Nota              | Skok 3            | Nota              | Punkty            | Pozycja           | Łącznie | Pozycja |
| ----------------- | ------------- | --------------- | --------------- | --------------- | ----------------- | ----------------- | ----------------- | ----------------- | ----------------- | ----------------- | ----------------- | ----------------- | ------- | ------- |
| Takahiro Tanaka   | Indywidualnie | 51:01,5         | 21.             | 179,575         | 79,5              | 92,1              | 87,0              | 106,5             | 81,0              | 90,6              | 198,6             | 14.               | 378,175 | 20.     |
| Toshiaki Maruyama | Indywidualnie | 49:24,9         | 11.             | 194,065         | 72,5              | 81,9              | 77,0              | 88,0              | 81,5              | 91,4              | 179,4             | 25.               | 373,465 | 21.     |

### Łyżwiarstwo figurowe
| Zawodnik                       | Konkurencja     | Nota | Pozycja |
| ------------------------------ | --------------- | ---- | ------- |
| Masako Kato                    | Solistki        | 38,8 | 19.     |
| Masaru Ogawa                   | Soliści         | 29,2 | 14.     |
| Noriko Sato Tadayuki Takahashi | Tańce na lodzie | 33,0 | 17.     |

### Łyżwiarstwo szybkie
Mężczyźni
| Zawodnik           | Konkurencja   | Konkurencja   | Konkurencja    | Konkurencja    | Konkurencja    | Konkurencja    | Konkurencja    | Konkurencja    | Konkurencja      | Konkurencja      |
| Zawodnik           | Bieg na 500 m | Bieg na 500 m | Bieg na 1000 m | Bieg na 1000 m | Bieg na 1500 m | Bieg na 1500 m | Bieg na 5000 m | Bieg na 5000 m | Bieg na 10 000 m | Bieg na 10 000 m |
| Zawodnik           | Czas          | Miejsce       | Czas           | Miejsce        | Czas           | Miejsce        | Czas           | Miejsce        | Czas             | Miejsce          |
| ------------------ | ------------- | ------------- | -------------- | -------------- | -------------- | -------------- | -------------- | -------------- | ---------------- | ---------------- |
| Yoshihiro Kitazawa | 38,30         | srebro        | 1:19,95        | 31.            |                |                |                |                |                  |                  |
| Akira Kuroiwa      | 38,70         | 10.           | 1:17,49        | 9.             |                |                |                |                |                  |                  |
| Yasushi Suzuki     | 38,92         | 12.           |                |                |                |                |                |                |                  |                  |
| Kimihiro Hamaya    |               |               | 1:18,74        | 17.            | 2:03,72        | 29.            |                |                |                  |                  |
| Masahito Shinohara |               |               |                |                |                |                | 7:37,94        | 24.            | 15:31,70         | 26.              |
| Toshiaki Imamura   |               |               |                |                |                |                | 7:38,16        | 26.            | 15:23,37         | 23.              |

Kobiety
| Zawodnik        | Konkurencja   | Konkurencja   | Konkurencja    | Konkurencja    | Konkurencja    | Konkurencja    | Konkurencja    | Konkurencja    |
| Zawodnik        | Bieg na 500 m | Bieg na 500 m | Bieg na 1000 m | Bieg na 1000 m | Bieg na 1500 m | Bieg na 1500 m | Bieg na 3000 m | Bieg na 3000 m |
| Zawodnik        | Czas          | Miejsce       | Czas           | Miejsce        | Czas           | Miejsce        | Czas           | Miejsce        |
| --------------- | ------------- | ------------- | -------------- | -------------- | -------------- | -------------- | -------------- | -------------- |
| Seiko Hashimoto | 42,99         | 11.           | 1:26,69        | 12.            | 2:12,56        | 15.            | 4:53,38        | 19.            |
| Hiromi Ozawa    | 43,46         | 16.           | 1:29,20        | 27.            |                |                |                |                |
| Shoko Fusano    | 43,75         | 22.           | 1:28,19        | 22.            |                |                |                |                |

### Narciarstwo alpejskie
Mężczyźni
| Zawodnik        | Konkurencja | Konkurencja | Konkurencja       | Konkurencja       | Konkurencja   | Konkurencja   | Konkurencja                 | Konkurencja                 | Konkurencja                 | Konkurencja                 |
| Zawodnik        | Zjazd       | Zjazd       | Slalom gigant     | Slalom gigant     | Slalom gigant | Slalom gigant | Slalom specjalny            | Slalom specjalny            | Slalom specjalny            | Slalom specjalny            |
| Zawodnik        | Czas        | Pozycja     | Czas 1. przejazdu | Czas 2. przejazdu | Czas łączny   | Pozycje       | Czas 1. przejazdu           | Czas 2. przejazdu           | Czas łączny                 | Pozycja                     |
| --------------- | ----------- | ----------- | ----------------- | ----------------- | ------------- | ------------- | --------------------------- | --------------------------- | --------------------------- | --------------------------- |
| Shinya Chiba    | 1:49,02     | 28.         | 1:25,67           | 1:27,51           | 2:53,18       | 30.           |                             |                             |                             |                             |
| Naomine Iwaya   |             |             | 1:25,02           | 1:24,67           | 2:49,69       | 25.           | Nie ukończył 1-go przejazdu | Nie ukończył 1-go przejazdu | Nie ukończył 1-go przejazdu | Nie ukończył 1-go przejazdu |
| Toshihiro Kaiwa |             |             | 1:24,92           | 1:25,05           | 2:4,97        | 26.           | 53,61                       | 50,26                       | 1:43,87                     | 12.                         |
| Osamu Kodama    |             |             | 1:24,81           | 1:25,40           | 2:50,21       | 27.           | 53,42                       | Dyskwalifikacja             | Dyskwalifikacja             | Dyskwalifikacja             |

### Saneczkarstwo
Mężczyźni
| Zawodnik                        | Konkurencja | Ślizg 1 | Ślizg 2 | Ślizg 3 | Ślizg 4 | Łącznie  | Pozycja |
| ------------------------------- | ----------- | ------- | ------- | ------- | ------- | -------- | ------- |
| Takashi Takagi                  | Jedynki     | 48,402  | 47,527  | 47,877  | 47,329  | 3:11,135 | 20.     |
| Tsukasa Hirakawa                | Jedynki     | 47,732  | 48,015  | 47,776  | 48,241  | 3:11,764 | 24.     |
| Takashi Takagi Tsukasa Hirakawa | Dwójki      | 43,047  | 42,980  |         |         | 1:26,027 | 12.     |

Kobiety
| Zawodnik         | Konkurencja | Ślizg 1 | Ślizg 2 | Ślizg 3 | Ślizg 4         | Łącznie                   | Pozycja                   |
| ---------------- | ----------- | ------- | ------- | ------- | --------------- | ------------------------- | ------------------------- |
| Hitomi Koshimizu | Jedynki     | 43,696  | 43,929  | 43,508  | 43,243          | 2:54,376                  | 18.                       |
| Yumiko Kato      | Jedynki     | 43,752  | 43,556  | 53,210  | Dyskwalifikacja | Nie ukończyła konkurencji | Nie ukończyła konkurencji |

### Skoki narciarskie
Mężczyźni
| Konkurencja            | Skoczek           | Skok 1    | Skok 1 | Skok 2    | Skok 2 | Nota  | Pozycja |
| Konkurencja            | Skoczek           | odległość | Nota   | odległość | Nota   | Nota  | Pozycja |
| ---------------------- | ----------------- | --------- | ------ | --------- | ------ | ----- | ------- |
| Skocznia normalna K-90 | Masaru Nagaoka    | 85,0      | 101,0  | 78,0      | 86,8   | 187,8 | 22.     |
| Skocznia normalna K-90 | Satoru Matsuhashi | 72,0      | 75,2   | 85,0      | 102,0  | 177,2 | 34.     |
| Skocznia normalna K-90 | Hiroo Shima       | 74,0      | 78,4   | 76,0      | 82,6   | 161,0 | 45.     |
| Skocznia normalna K-90 | Hirokazu Yagi     | 75,0      | 81,5   | 62,0      | 51,7   | 133,2 | 55.     |
| Skocznia duża K-112    | Hirokazu Yagi     | 96,5      | 86,8   | 99,5      | 93,0   | 179,8 | 19.     |
| Skocznia duża K-112    | Satoru Matsuhashi | 103,5     | 98,6   | 92,0      | 79,0   | 177,6 | 20.     |
| Skocznia duża K-112    | Masaru Nagaoka    | 92,0      | 75,5   | 84,0      | 63,6   | 138,8 | 43.     |
| Skocznia duża K-112    | Hiroo Shima       | 78,0      | 44,4   | 77,0      | 51,5   | 95,9  | 51.     |